# Hybolasius trigonellaris
Hybolasius trigonellaris är en skalbaggsart som beskrevs av Frederick Wollaston Hutton 1898. Hybolasius trigonellaris ingår i släktet Hybolasius och familjen långhorningar. Inga underarter finns listade i Catalogue of Life.